# Buckeye (Iowa)
Buckeye – miasto w Stanach Zjednoczonych, w stanie Iowa, w hrabstwie Hardin.

## Demografia
W 2010 liczyło 108 mieszkańców. W 2023 liczba mieszkańców spadła do 82 osób, a gęstość zaludnienia poniżej 32 osób/km².